# اچ‌ام‌اس سایرن (۱۷۸۲)
اچ‌ام‌اس سایرن (۱۷۸۲) (به انگلیسی: HMS Syren (1782)) یک کشتی بود که طول آن ۱۲۶ فوت (۳۸ متر) بود. این کشتی در سال ۱۷۸۲ ساخته شد.